# 4th Dimension
4th Dimension(4D)とは、動作プラットフォームとして、macOSおよびWindowsをサポートする珍しいリレーショナルデータベース総合開発環境。
独自のプログラミング言語を使用するのは難点であるが、データベース操作のためのコマンドを豊富に有し、フォームエディタ（画面作成）ツールでは、直接データベースのフィールドを配置することが可能であり、データベース・アプリケーション作成に特化した作りが特徴。
当初「Silver Surfer」としてアップルコンピュータからリリースされる計画だったが、結果「4th Dimension」としてACI US社からリリースされた。
最初のリリース(v1)は1987年7月。
2019年1月現在のバージョンはv17であり、
各バージョンのリリースは以下の通り。
- 2018年7月 V17
- 2017年1月 V16
- 2015年7月 V15
- 2013年12月 V14
- 2012年2月 V13
- 2010年6月 V12
- 2008年9月 V11
- 2004年8月 2004
- 2003年3月 2003
- 2002年8月 V6.8